# مصطفی آوکیران

نگارهٔ مصطفی آوکیران، بازیگر اهل ترکیه - ۲۰۲۲

مصطفی آوکیران (متولد ۳ مارس ۱۹۶۳، غازی عینتاب) بازیگر اهل ترکیه است.

## زندگی‌نامه
او در سال ۱۹۸۳ از هنرستان دولتی دانشگاه معمار سینان فارغ‌التحصیل شد و سپس به تئاتر دولتی إستانبول پیوست او دوره کارشناسی ارشد خود را در دانشگاه معمار سینان به پایان رساند او همچنین مدتی به عنوان کارگردان در تئاتر دولتی آنتالیا گذراند، از آثار مهم او می‌توان به کوزی گونی، برگ ریزان، عروس جدید، فصل شکار و گودال اشاره کرد.

## فیلم‌شناسی
| سال       | اثر       | نقش            |
| --------- | --------- | -------------- |
| ۲۰۲۰–۲۰۲۱ | گودال     | چنگیز اردنت    |
| ۲۰۱۹      | عزیزه     |                |
| ۲۰۱۷–۲۰۱۸ | عروس جدید |                |
| ۲۰۱۵–۲۰۱۶ | فیلینتا   |                |
| ۲۰۱۵      | دلیبل     |                |
| ۲۰۱۳–۲۰۱۴ | فراری     |                |
| ۲۰۱۱–۲۰۱۳ | کوزی گونی | سامی تکین اغلو |
| ۲۰۱۰      | فصل شکار  | مسلم           |
| ۲۰۰۸–۲۰۱۰ | برگریزان  | ميتات كارا     |
| ۲۰۰۵      | سگ        |                |